# Долгоруков, Григорий Алексеевич
Князь Григорий Алексеевич Долгоруков (1740-е / ок. 1756—1812) — племянник императорской невесты Екатерины Долгорукой, моряк, масон, модель известного портрета Дмитрия Левицкого.

## Биография
Старший сын князя Алексея Алексеевича Долгорукого (1716—1792) от 1-го брака с Евдокией Григорьевной Мышецкой (ум. до 1760), дочерью Григория Борисовича Мышецкого. Внук Алексея Григорьевича Долгорукова, члена Верховного Тайного совета при Петре II. Его отец был братом неудачливой невесты этого императора — Екатерины Долгорукой, и после поражения семьи был сослан в матросы в Камчатскую экспедицию (1740). Указом императрицы Елизаветы Петровны (3 декабря 1741) Долгоруковы были помилованы. Его единокровный брат Алексей позже стал министром юстиции.
В 1768 году юный Григорий поступил в Морской корпус, в 1769 году был произведён в гардемарины и во время обучения с 1769 по 1774 годы ежегодно участвовал в плаваниях. Поочередно имел следующие звания — мичман (1773), лейтенант (1778), капитан-лейтенант (1785), капитан 2-го ранга (1796). Плавал по Балтийскому и Средиземному морю. В 1775 году сопровождал пленённую княжну Тараканову из Леворно в Петербург. В 1797 уволен со службы в звании капитана 1-го ранга.
В 1795 году Екатерина II пожаловала ему имение Томашовка (Киевская область). В 1806 году — начальник уездного ополчения. В 1810 году Долгорукий продал имение польскому дворянину Яну Непомуцкому Хоецкому.
Масон — член тайной ложи «Нептун» в третьей степени в 1780—1787 годах, розенкрейцер, член теоретического градуса в Петербурге (1780—1781, 3°, ЧТГ в СПб., Р). Возможно — он же член ложи «Озирис» (отчество неизвестно).
Скончался 31 декабря 1812 года в своем имении села Вязовке Борисоглебского уезда, Тамбовской губернии. Женат не был.

## Портрет
В Третьяковской галерее хранится его портрет кисти Дмитрия Левицкого 1790-х годов с надписью «Портретъ (нрзб) князя Григорія Алексеевича Долгорукова, скончавшегося в 1812 г.» (1790-е, холст, масло, 61,5 х 49,5, инв. 6209).
Картина поступила в 1922 году из Театрального музея им. Бахрушиных, ранее находилась в собрании Е. П. Носовой. В каталоге ГТГ за 1952 год значится как работа Левицкого под вопросом. В наши дни вопрос снят.
Изображен в мундире офицера галерного флота Балтийского моря, установленном 17 ноября 1796 года. А.В. Кибовский предлагает считать временем создания портрета 1796-1797-е годы.

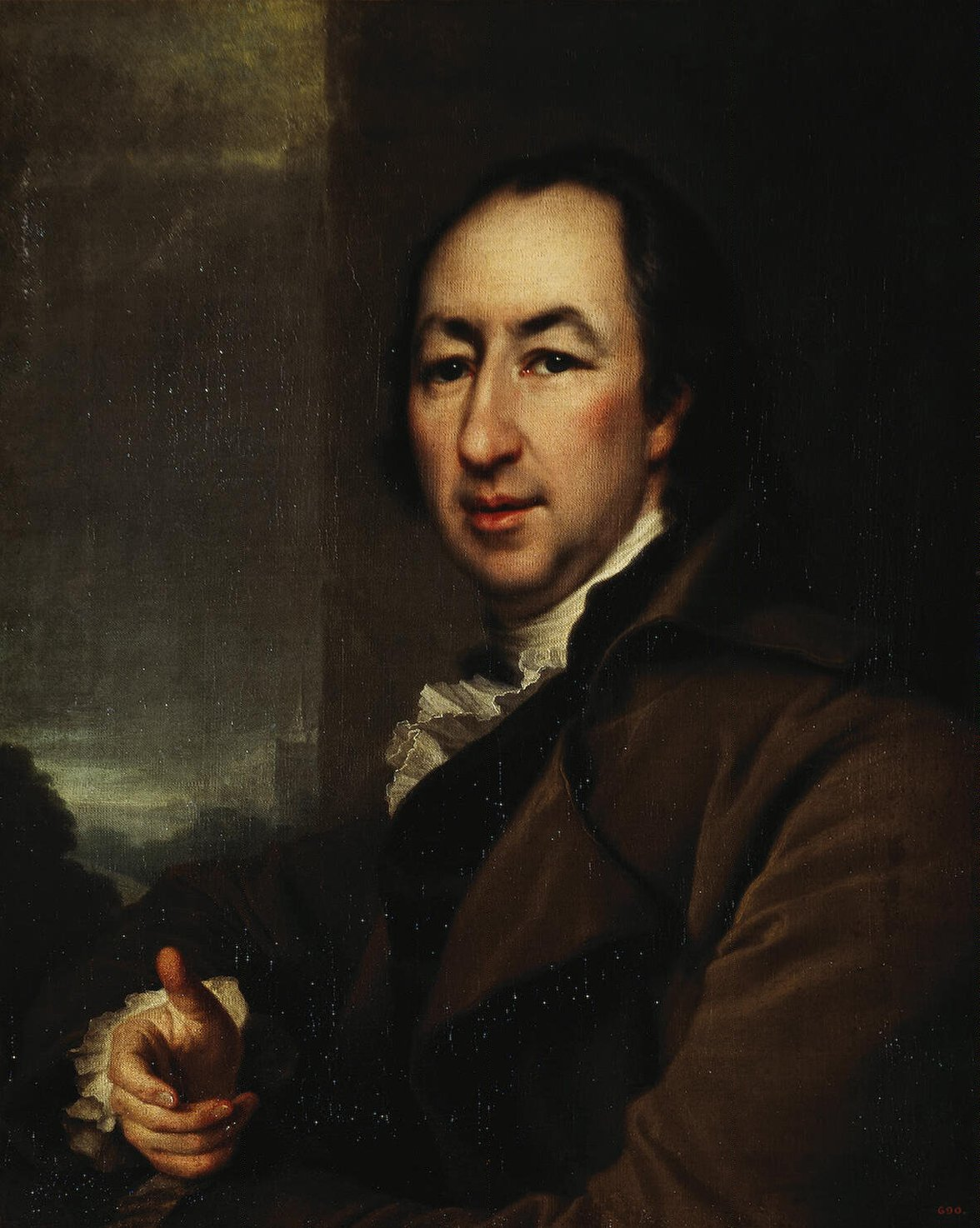
Д. Левицкий. «Портрет Новикова» по своей композиции мог бы быть парным «Портрету Долгорукова»

Причины создания этого портрета не ясны: возможно, портрет был заказан Долгоруким по случаю отставки (при Павле I ношение мундира отставными офицерами, если это не было разрешено приказом об отставке, запрещалось), предполагают сотрудники Третьяковской галереи. В то же время известно, что в те же 1790-е годы Дмитрий Левицкий написал некоторых видных членов масонского движения — А. Ф. Лабзина, Ф. П. Ключарёва и Н. И. Новикова — заказывать портреты друг друга было принято в масонском братстве.